# میخایلو سمنکو
میخایلو سمنکو (اوکراینی: Миха́йло Васи́льович Семе́нко؛ ۳۱ دسامبر ۱۸۹۲ – October 23, 1937 (age 44)) شاعر اهل امپراتوری روسیه بود.